# Treptower Küste
Koordinaten: 54° 6′ N, 15° 7′ O

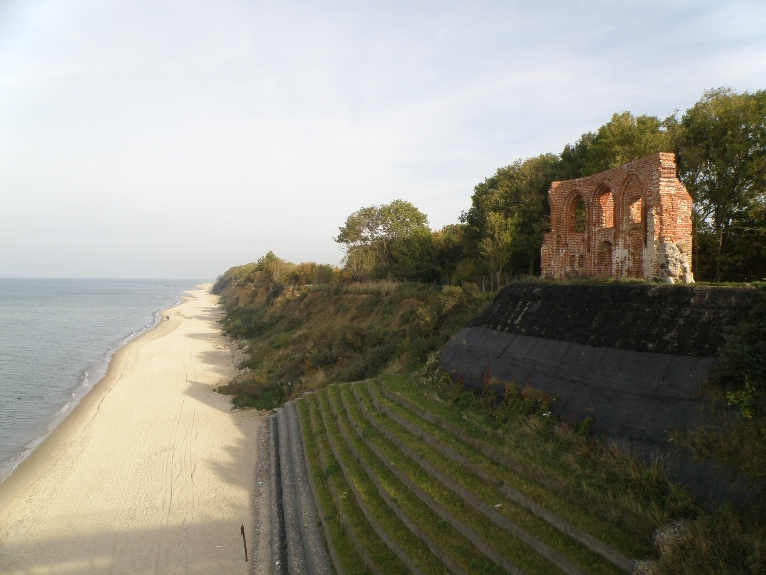
Abgetragener Küstenabschnitt bei Trzęsacz

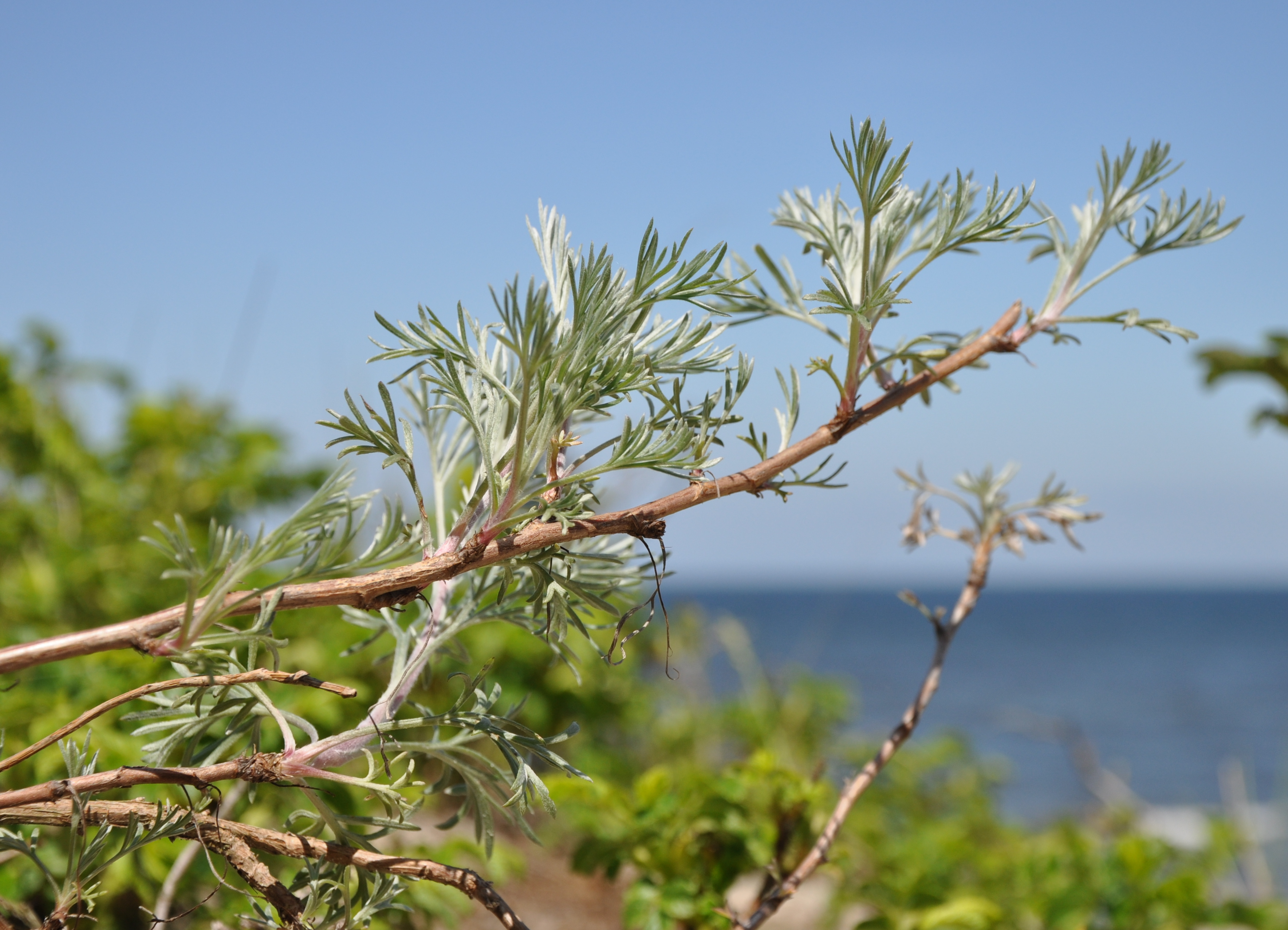
Küstenvegetation in Mrzeżyno

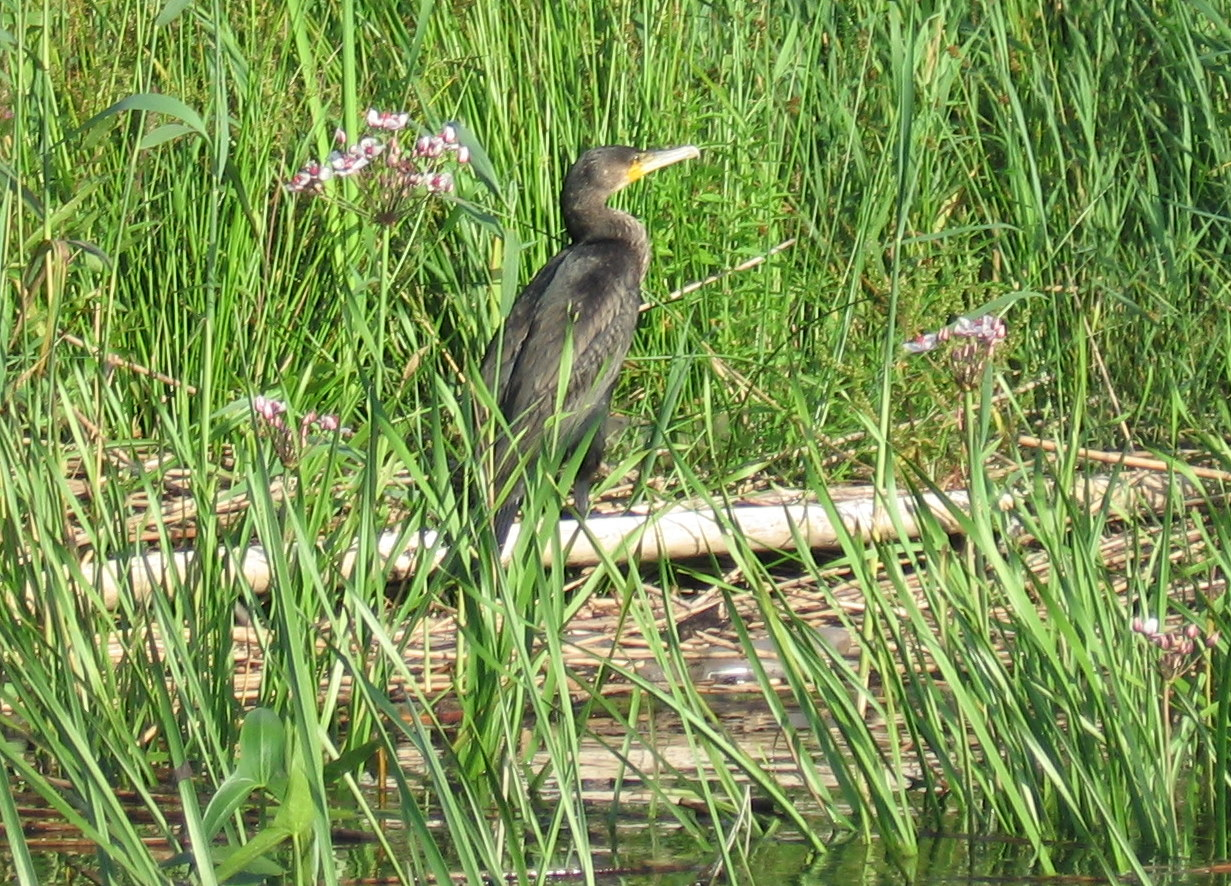
Kormoran an der Rega

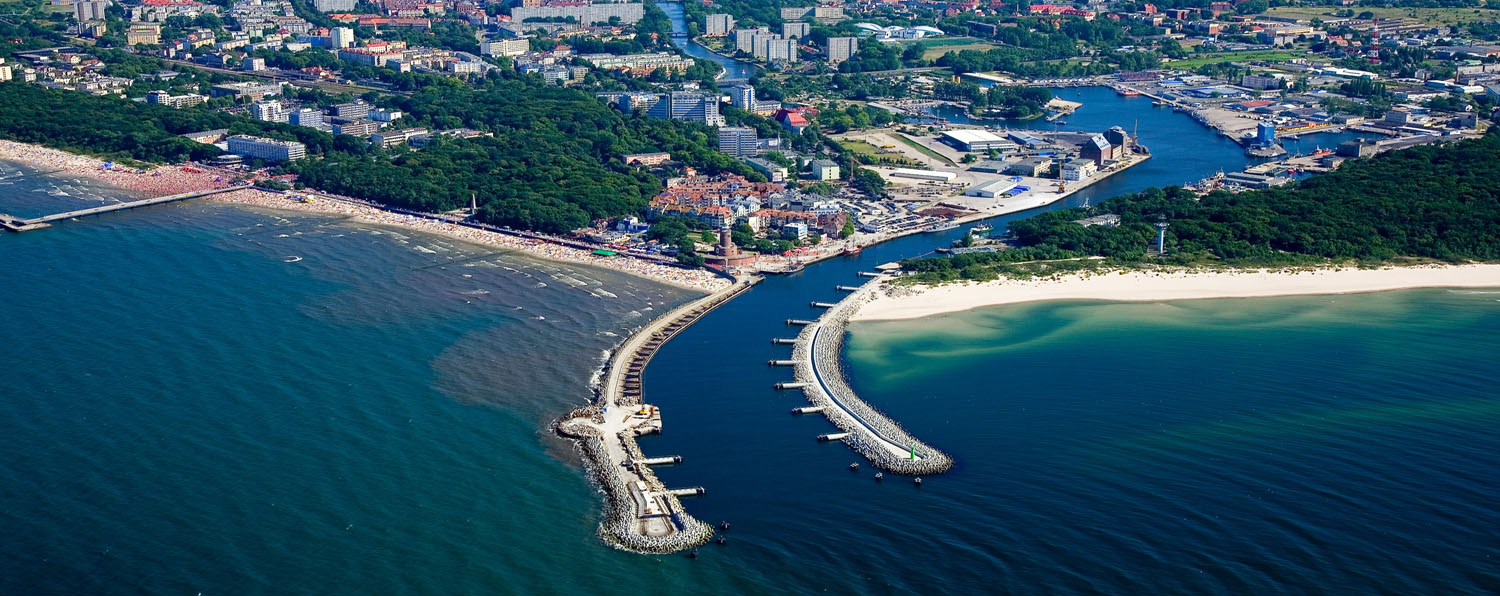
Mündung der Parsęta

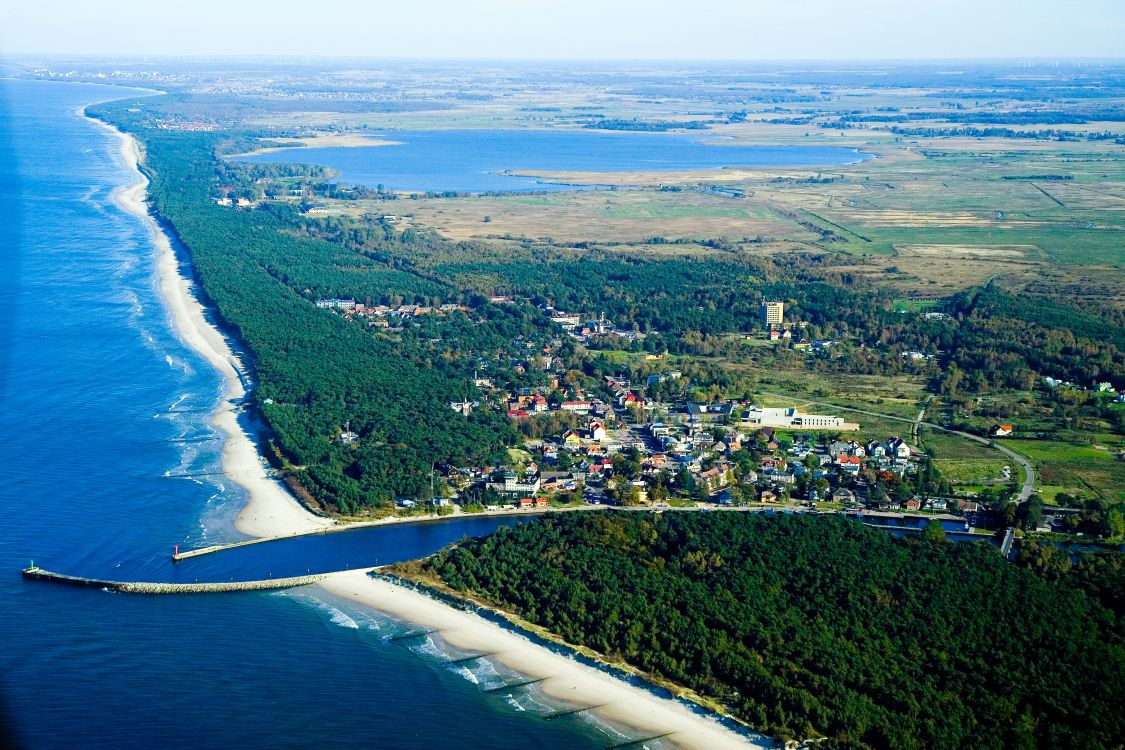
Strandsee Resko Przymorskie

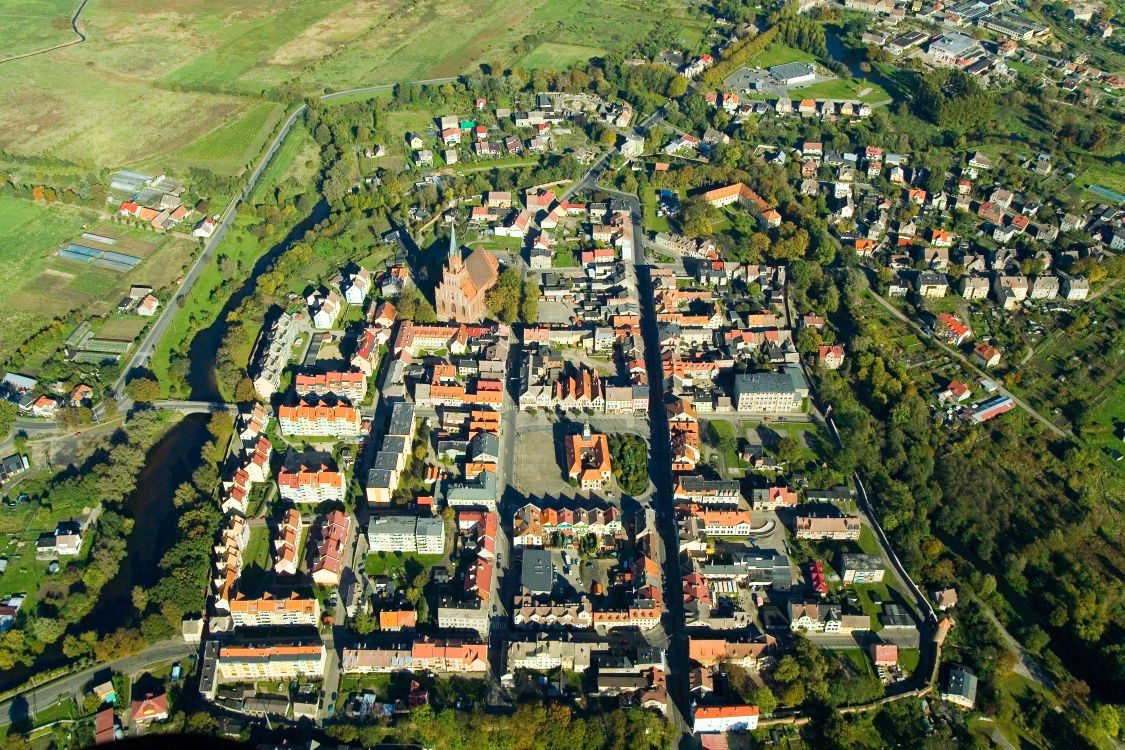
Historischer Stadtkern von Trzebiatów

Die Treptower Küste (polnisch: Wybrzeże Trzebiatowskie) ist ein Abschnitt der polnischen Ostseeküste und gleichzeitig eine Mesoregion in Polen, die Teil des Stettiner Küstenlands ist.

## Lage
Die Treptower Küste liegt im Osten der Pommerschen Bucht in der Woiwodschaft Westpommern zwischen der Mündung der Dziwna bei Dziwnów im Westen und der Mündung der Parsęta bei Kołobrzeg im Osten. Sie ist nach der Stadt Trzebiatów benannt. Der Küstenabschnitt ist ca. 60 km lang sowie ca. 290 km² groß und bildet eine Ausgleichsküste mit breiten Sandstränden, bis zu 40 Meter hoehe Küstendünen und zahlreichen Strandseen. Die Dünen sind gleichzeitig die höchsten Ergebungen der Region.
Westlich der Treptower Küste liegen die Inseln Wolin und Usedom, südlich die Greifenberger Ebene und im Osten schließt sich die Slowinzische Küste an.

## Geologie
Das Landschaftsbild der Treptower Küste wurde in der Weichsel-Kaltzeit gestaltet. Neben den Gletschern, die Sedimente und Moränen zurückgelassen haben, gestaltet auch die Strömung der Ostsee den Küstenabschnitt, in dem sie den Sand von Westen nach Osten transportiert und durch die Abtragung Steilküsten (z. B. Steilküste bei Niechorze und Trzęsacz), Nehrungen und Strandseen bildet. Die Wanderdünen werden vom Wind gebildet.

## Natur

### Flüsse
- Dziwna
- Parsęta
- Rega

### Strandseen
- Liwia Łuża
- Resko Przymorskie
- Konarzewo
- Borek

### Dünen
- Lesica (deutsch: Königs-Berg) – 40 Meter über NN
- Sowia Góra (deutsch: Bunte Berg) – 35 Meter über NN
- Cyganka (deutsch: Tadden Berg) – 34 Meter über NN

### Naturschutz
In der Treptower Küste gibt es zwei Schutzgebiete Natura 2000:
- Treptow-Kolberger Küstenregion
- Treptower Küste (Natura 2000)

In der Treptower Küste gibt es fünf Naturreservate.
- Naturreservat See Liwia Łuża
- Naturreservat Roby
- Naturreservat Strandwald Mrzeżyno
- Naturreservat Kliff Dziwnówek
- Naturreservat Kliff Łukięcin

## Orte

### Städte
Zu den größeren Städten der Region zählen:
- Trzebiatów
- Kamień Pomorski
- Dziwnów

### Badeorte
- Dziwnów
- Dziwnówek
- Łukęcin
- Pobierowo
- Rewal
- Niechorze
- Pogorzelica
- Mrzeżyno
- Dźwirzyno
- Grzybowo
- Kołobrzeg

### Häfen und Anlegestellen
Die Treptower Küste verfügt über vier Häfen in:
- Kołobrzeg
- Dziwnów
- Mrzeżyno
- Dźwirzyno

Die Treptower Küste verfügt über zwei Anlegestellen in:
- Rewal
- Niechorze

### Leuchttürme
- Leuchtturm Niechorze
- Leuchtturm Kołobrzeg

## Tourismus
Wichtigster Wirtschaftszweig der Region ist der Strandtourismus. Zudem führen durch die Region fünf markierte (Fern)Wanderwege, unter anderem der Europäische Fernwanderweg E9 an der Ostseeküste, und sechs markierte (Fern)Fahrradwege, unter anderem der Europäische Fernfahrradweg R10.

## Nachweise
- Jerzy Kondracki: Geografia regionalna Polski. Warszawa: Wyd. Naukowe PWN, 2001, ISBN 83-01-13050-4